# MX-774
MX-774是美国首次尝试开发的洲际弹道导弹。1946年康维尔公司和美国空军签订了研制MX-774导弹的合同，这项计划并没有得出什么实际的结果，但是却促成了擎天神飛彈的诞生。